# Pettyesszárnyú császárlégykapó
A pettyesszárnyú császárlégykapó (Symposiachrus guttula) a madarak osztályának verébalakúak (Passeriformes) rendjébe és a császárlégykapó-félék (Monarchidae) családjába  tartozó faj.

## Rendszerezése
A fajt René Primevère Lesson és Prosper Garnot írták le 1828-ban, a Muscicapa nembe Muscicapa guttula néven. Sorolták a Monarcha nembe Monarcha guttula néven is.

## Előfordulása
Új-Guinea szigetén, Indonézia és Pápua Új-Guinea területén honos. Természetes élőhelyei a szubtrópusi vagy trópusi síkvidéki esőerdők, valamint másodlagos erdők. Állandó, nem vonuló faj.

## Megjelenése
Testhossza 15 centiméter, testsúlya 14-18 gramm.

## Természetvédelmi helyzete
Az elterjedési területe nagyon nagy, egyedszáma pedig stabil. A Természetvédelmi Világszövetség Vörös listáján nem fenyegetett fajként szerepel.